# National Oil Corporation
La National Oil Corporation o National Oil Company in sigla NOC è la compagnia petrolifera nazionale della Libia.
Predominante nell'industria petrolifera in Libia con un certo numero di più piccole filiali possiede metà del petrolio del paese.
La più grande produttrice di petrolio tra le sue filiali è la Waha Oil Company (WOC) seguita dalla Arabian Gulf Oil Company (Agoco), Zueitina Oil Company (ZOC), e Sirte Oil Company (SOC).